# CIR Group
CIR Group (сокр. от итал. Compagnie Industriali Riunite) — итальянский промышленный холдинг. Штаб-квартира располагается в Милане. Имеет котировку на Итальянской фондовой бирже.
Холдинг основан в 1976 году Карло де Бенедетти, с 1993 года его сын Родольфо (ит.) занимает должность главного исполнительного директора. Семья Де Бенетти контролирует 46 % акций.

## История
За свою историю холдинг владел компаниями в различных отраслях. Первым приобретением была AMF Sasib, дочерняя структура промышленной группы Sasib, выпускавшая оборудование для табачной промышленности. В 1997 году была поглощена вся группа Sasib, но вскоре она была по частям продана.
В 1978 году холдинг стал крупнейшим акционером производителя офисной техники и электроники Olivetti. Карло де Бенедетти стал вице-председателем и генеральным директором Olivetti. В 1998 году CIR продал свою долю в этой компании.
В 1981 году был куплен контрольный пакет акций компании SOGEFI (ит.), производителя автокомплектующих, базировавшийся в Мантуе. В 1985 году была куплена кондитерская группа Buitoni-Perugina (ит.); в 1998 году она была продана швейцарскому концерну Nestlé. В 1986 году была куплена 40-процентная доля в компании Cerus, в свою очередь, владевшей долями в компаниях различного профиля. Также в 1986 году был куплен производитель автомобильных подвесок Rejna.
В 1985 году была куплена доля в издательской компании Arnoldo Mondadori Editore, в 1989 году увеличенная до контрольного пакета акций. После противостояния с холдингом Сильвио Берлускони Fininvest в 1991 году группе CIR достался только её газетный бизнес — национальные и региональные газеты (La Repubblica, L’Espresso и другие). В 2016 году эти активы были преобразованы в медиахолдинг GEDI Gruppo Editoriale, проданный Exor в 2020 году.
В 1999 году с австрийской компанией Verbund было учреждено совместное предприятие Sorgenia, независимый оператор электроэнергетического рынка Италии; после 10 лет быстрого роста он столкнулся с финансовыми проблемами и перешёл под контроль банков-кредиторов.
В 2002 году была учреждена частная группа в области здравоохранения HSS — Holding Sanitaria e Servizi; в 2009 году она была переименована в KOS. В 2004 году был поглощён оператор реабилитационных центров Suzzara Hospital. Развитие этого направления продолжилось в 2006 году покупкой компании Anni Azzurri, которая занималась строительством и управлением домами престарелых. В 2019 году был куплен немецкий оператор домов престарелых Charleston Holding.

## Деятельность
Холдинг CIR владеет контрольными пакетами акций двух компаний:
- KOS (59,8 %) — компания, управляющая домами престарелых, реабилитационными центрами и психиатрическими лечебницами на 13 500 мест;
- Sogefi (56,6 %) — производитель автокомплектующих (подвески, фильтры, системы кондиционирования) с 37 заводами;
- миноритарные пакеты в других компаниях.